# Neues Gymnasium Wilhelmshaven
Das Neue Gymnasium Wilhelmshaven (kurz: NGW) ist eines von zwei Gymnasien in Wilhelmshaven.

## Geschichte
Das Neue Gymnasium Wilhelmshaven entstand aus dem Zusammenschluss des Gymnasiums am Mühlenweg sowie des Käthe Kollwitz Gymnasiums.

### Planungen ab 2008
Die Planungen für die Zusammenlegung beider Gymnasien reichen in das Jahr 2008 zurück. Grund für diese Entscheidung des Stadtrates waren die rückläufigen Schülerzahlen. Das Ziel war es, ein Gymnasium als Ganztagsschule zu schaffen. Dabei setzte man auf die Planung eines baulich neuen Gebäudes mit offenen Räumlichkeiten und moderner Technik. Neben der Planung neuer Räumlichkeiten wurde ein neues Schulkonzept entwickelt.

### Zusammenschluss ab dem Schuljahr 2012/2013
Zum Schuljahr 2012/2013 erfolgte nach über fünf Jahren Planungen und andauernden Bauarbeiten am neuen Standort am Mühlenweg der organisatorische Zusammenschluss beider Schulen. Das Neue Gymnasium Wilhelmshaven bestand im Übergangsjahr aus zwei Standorten. Dies war das alte Käthe-Kollwitz-Gymnasium an der Tom-Brok-Straße sowie das alte Gymnasiums am Mühlenweg. Aufgrund der Bauarbeiten am neuen Standort am Mühlenweg und den damit verbundenen Einschränkungen, wurden alle neuen 5. Klassen am Standort Tom-Brok-Straße eingeschult. Es wurde statt der üblichen drei Klassen erstmals eine vierte Klasse aufgemacht. Nach Abschluss der Übergangsphase im Schuljahr 2012/2013 wurde der Umzug in die gemeinsamen Gebäude am Mühlweg zum Schuljahr 2013/2014 final. Mit dem neuen Schuljahr bestand jeder Jahrgang aus insgesamt fünf Klassen, wovon drei vom ehemaligen Käthe-Kollwitz-Gymnasium stammten, da es dort standardmäßig pro Jahrgang drei Klassen gab. Es gab zwei normale Klassen und eine sogenannte „Theaterklasse“.

## Schulkonzept

### Ganztagsschule
Das NGW ist seit dem Schuljahr 2013/2014 eine offene Ganztagsschule. An drei Tagen der Woche wird der Unterricht durch ein zusätzliches Förder- und Freizeitangebot von mindestens zwei Unterrichtsstunden ergänzt. Die Teilnahme ist freiwillig und kostenlos. Durch den Umzug in die neuen Gebäude wurde ein Mittagessens-Angebot in der schuleigenen Mensa ermöglicht.

### Tagesrhythmus
Seit dem kompletten Zusammenschluss besteht der Unterricht aus einem 90-Minuten-Rhythmus. Dieser Rhythmus soll nachhaltigeres Lernen ermöglichen, da die Schüler sich stärker auf den Unterrichtsstoff konzentrieren können. In den dafür längeren Pausen können sich die Schüler erholen und auf den nächsten Unterricht vorbereiten. Die Pausen reichen von 20 Minuten über 30 Minuten bis hin zu 50 Minuten in der Mittagspause.
Der Unterricht beginnt um 7.55 Uhr mit der ersten Stunde und endet bei Oberstufenschüler spätestens um 17.15 Uhr mit der zehnten Stunde. Alle Schüler der Sekundarstufe I haben spätestens nach der achten Schulstunde frei.

### Schwerpunkte
Am NGW werden verschiedene Schwerpunkte angeboten. Schüler, die von der Grundschule kommen, haben die Möglichkeit, zwischen verschiedenen Klassenprofilen zu wählen, beispielsweise die Bläserklasse und Theaterklasse. Dazu haben die Schüler Wahlunterricht mit verschiedenen Schwerpunkten. Dieses System reicht bis zur 10. Klasse, in der die Schüler Schwerpunktkurse wählen. Zuvor gibt es wählbaren Profilunterricht in den Klassen 8 bis 10. Auf Grund des besonderen mathematisch-naturwissenschaftlichen Profils wurde das Neue Gymnasium 2020 in das Exzellenz-Schulnetzwerk MINT-EC aufgenommen.

## Schulgebäude und Schulhof

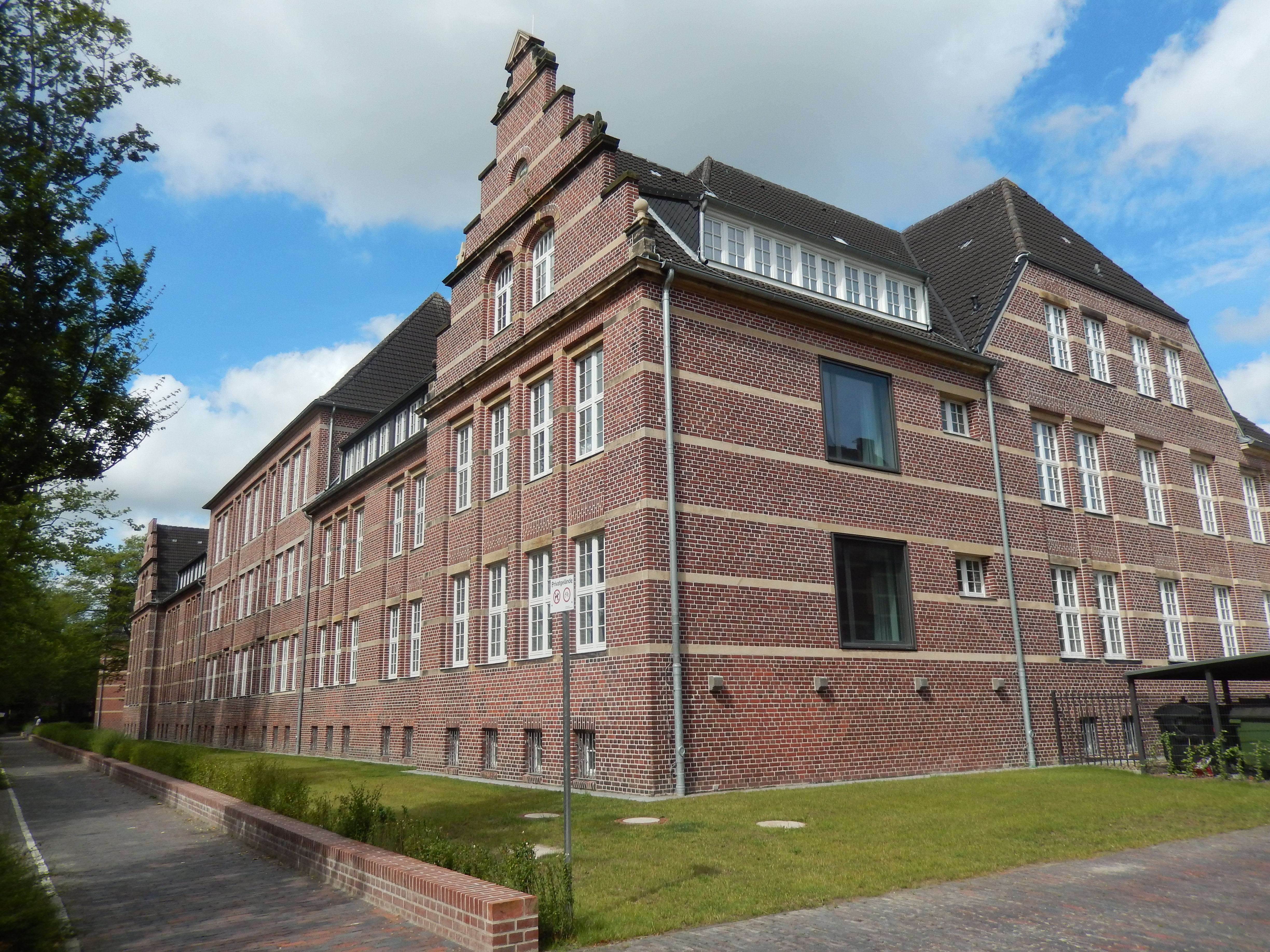
Sanierte Kaserne des NGW

Die Schulgebäude entsprechen neuesten Standards und sind teilweise klimatisiert. Die Klassen- und Fachräume besitzen Whiteboards, die über einen Beamer verfügen, der als digitale Tafel oder zum Anzeigen von PC-Inhalten genutzt werden kann.
Der Schulkomplex besteht aus vier Gebäuden. Dabei sind zwei der alten Kasernen, die von Grund auf saniert und renoviert wurden, über den sogenannten „Neubau“ miteinander verbunden. Für die Oberstufe gibt es ein separates Gebäude.
Die Schule besitzt einen großen Schulhof, der neben zwei Basketballkörben, zwei Tischtennisplatten auch über eine Rasenfläche mit Kieswegen verfügt.

## Projekte

### Schüleraustausch
Seit Gründung der Schule finden jedes Jahr mehrere Schüleraustausche statt. Schulpartnerschaften bestehen zu:
- Danzig, Polen
- Finnland
- Perpignan, Frankreich

### Theater
Die Theater-AG des NGW veranstaltet mehrmals im Schuljahr Theateraufführungen, bei denen sie ihre Stücke vorstellen.